# Praslin Island (St. Lucia)
Praslin Island ist eine kleine unbewohnte Insel vor der Ostküste des Inselstaates St. Lucia.

## Geographie
Die Insel liegt in der Praslin Bay nur etwa 250 m vor einer Landspitze, die sich in das Zentrum der Bucht erstreckt. Die Insel gehört zu einem Riff, dass den südlichen Teil der Praslin Bay vom Meer abtrennt und sich in der südlich gelegenen Landspitze fortsetzt. Die Form der Insel ist etwa oval.